# I sette dell'Orsa maggiore
I sette dell'Orsa maggiore è un film di guerra del 1953 diretto da Duilio Coletti.

Il film è ispirato alle imprese di Luigi Durand de la Penne, (Medaglia d'oro al valor militare) e dei suoi compagni.

## Trama
L’”Orsa Maggiore” è il nome di una squadriglia speciale della Regia Marina italiana che compie azioni di sabotaggio durante la guerra 1940/1945: i sommozzatori utilizzano i “maiali”, siluri pilotabili. Svolgono la prima missione vittoriosa a Gibilterra: minano tre navi britanniche, ma perdono la vita un sommozzatore e la donna agente segreto che li supporta da terra. Poi, nella seconda azione, ad Alessandria d'Egitto gli italiani affondano le corazzate Valiant e Queen Elizabeth della flotta inglese.

## Produzione
La produzione di Carlo Ponti e Luigi De Laurentiis garantisce i mezzi per un cast di rilievo, con Paolo Panelli e Paul Müller. È uno dei primi film per Eleonora Rossi Drago, Riccardo Garrone e Mimmo Poli. Nella pellicola debutta Tino Carraro. Nel cast anche Charles Fawcett, uno dei pochi attori che il regista riconfermerà in un altro film.
Da segnalare la presenza nel cast di numerosi autentici assaltatori della Xª Flottiglia MAS. Tra i personaggi coinvolti appare Luigi Ferraro, ma è da accertare che si tratti dell'ufficiale e pioniere della subacquea, che prestò servizio come incursore nella Regia Marina durante la seconda guerra mondiale, fu decorato con la Medaglia d'oro al valor militare ed al quale il regista De Robertis si ispirò per il suo film Mizar (Sabotaggio in mare).
Va segnalata la colonna sonora del maestro Nino Rota, legato - come il regista - alla Puglia, in quanto fondatore del Conservatorio di Bari. Il soggetto e la sceneggiatura sono affidati allo scrittore Giuseppe Berto e all'autore Marcantonio Bragadin. Il titolo per l'estero è "Hell Raiders of the Deep".
In seguito è stata realizzata una versione del film in DVD. In locandina un "mix" di cinque immagini di mare, donne e marinai. I nomi in manifesto sono: Eleonora Rossi Drago e Pierre Cressoy.

## Curiosità
Gli stessi fatti sono raccontati, visti dall'altra parte, nel (successivo) film britannico “L'affondamento della Valiant” (1962).